# Alois
Alois (deutsch: [ˈaː.lɔɪ̯s], [ˈalvɪs], tschechisch: [ˈa.lojs]) ist ein männlicher Vorname.

## Herkunft und Bedeutung
→ Hauptartikel: Ludwig
Beim Namen Alois handelt es sich um eine deutsche und tschechische Variante des Namens Aloys, der mittelalterlichen okzitanischen Variante von Louis.
Diese Namen stammen von Ludwig ab, was „ruhmreicher Kämpfer“ bedeutet.
Gelegentlich wird der Name von alwîs „sehr weise“ hergeleitet, dies hält einer wissenschaftlichen Überprüfung jedoch nicht stand.

## Verbreitung
Der Name Alois ist vor allem in Tschechien, Österreich, der Schweiz und Deutschland verbreitet.
In Tschechien zählte der Name lange zu den beliebtesten Vornamen. Ab der Mitte des 20. Jahrhunderts wurde er immer seltener vergeben. 1995 gehörte er zu den 100 beliebtesten Jungennamen des Landes.
In Deutschland ist der Name vor allem in Thüringen und Bayern beliebt. Heute wird er jedoch nur noch sehr selten vergeben.

## Varianten

### Männliche Varianten
- Deutsch: Aloys, Aloysius
  - Diminutiv: Lois(l)
  - (schweizerische) Kurzform: Wisi
- Englisch: Aloysius
- Irisch: Alaois
- Französisch: Aloïs
- Okzitanisch: Aloys
- Italienisch: Aloisio, Alvise
- Kroatisch: Alojz, Alojzije
- Niederländisch: Aloïs
- Polnisch: Alojzy
- Portugiesisch: Aloísio
- Slowakisch: Alojz
- Slowenisch: Alojz, Alojzij

### Weibliche Varianten
- Deutsch: Aloisia
- Kroatisch: Alojzija
- Slowakisch: Alojzia
- Slowenisch: Alojzija

Für weitere männliche und weibliche Varianten: siehe Ludwig #Varianten bzw. Luise #Varianten

## Namenstage
- 3. Februar: nach Alois Andritzki
- 21. Juni: nach Alois von Gonzaga
- 1. September: nach Alois Scholze
- 24. Oktober: nach Alois Guanella

## Bekannte Namensträger

### Natürliche Personen
- Alois von Liechtenstein, mehrere Fürsten von Liechtenstein

- Alois Alzheimer (1864–1915), deutscher Psychiater
- Alois Emanuel Biedermann (1819–1885), Schweizer Theologe
- Alois Brandstetter (* 1938), österreichischer Schriftsteller und Philologe
- Alois Bröder (* 1961), deutscher Komponist
- Alois Brunner (* 1912), deutscher Mitverantwortlicher am Holocaust
- Alois „Luis“ Durnwalder (* 1941), Landeshauptmann von Südtirol
- Alois Fischbauer (1951–2012), österreichischer Skibobfahrer und Sportfunktionär
- Alois Garg (1912–?), deutscher Schauspieler und Regisseur
- Alois Glück (1940–2024), bayerischer Politiker (CSU)
- Alois Hanslian (* 1943), deutscher Künstler
- Alois Hitler (1837–1903), Vater von Adolf Hitler
- Alois Hitler Junior (1882–1956), Halbbruder Adolf Hitlers
- Alois Hundhammer (1900–1974), früherer bayerischer Kultusminister (CSU)
- Alois Kälin (* 1939), Schweizer Skisportler
- Alois Knabl (* 1992), österreichischer Triathlet
- Alois Langer (* 1945), US-amerikanischer Elektroingenieur
- Alois Johannes Lippl (1903–1957), bayerischer Autor, Intendant und Regisseur
- Alois Löser (* 1954), ehemaliger Prior der Communauté de Taizé
- Alois Luis (* 1946), österreichischer Jazz- und Blues-Musiker
- Alois Lüönd (* 1951), Schweizer Komponist und Schwyzerörgeler
- Alois Lutz (1898–1918), österreichischer Eiskunstläufer
- Alois Mailänder (1843–1905), deutscher Mystiker und Okkultist
- Alois Mannichl (* 1956), deutscher Polizeidirektor
- Alois Mayer (1855–1936), deutscher Bildhauer
- Alois Mertes (1921–1985), deutscher Politiker (CDU)
- Alois Merz (1727–1792), deutscher Jesuit, römisch-katholischer Geistlicher
- Alois Miesbach (1791–1857), österreichischer Industrieller
- Alois Mock (1934–2017), österreichischer Politiker (ÖVP)
- Alois Negrelli (1799–1858), österreichischer Ingenieur, Planer beim Sueskanal
- Alois „Luigi“ Prenn (1913–1943), italienischer Skisportler und Soldat
- Alois Prinz (* 1958), deutscher Schriftsteller
- Joseph Alois Ratzinger (1927–2022), Papst
- Alois Rhiel (* 1950), deutscher Politiker (CDU)
- Alois Riehl (1844–1924), österreichischer Philosoph
- Alois Rübsamen (1939–2013), deutscher Politiker und Landrat
- Alois Schätzle (1925–2022), deutscher Politiker (CDU)
- Alois Schertzinger (1787–1864), deutscher Mitbegründer von Sarata/Bessarabien
- Alois Schindler (1859–1930), österreichischer Arzt, Neffe von Gregor Johann Mendel
- Alois Schindler (* 1948), deutscher Fußballspieler und -trainer
- Alois Schloder (* 1947), deutscher Eishockeyspieler
- Joseph Alois Schumpeter (1883–1950), österreichisch-amerikanischer Ökonom
- Alois Schwartz (* 1967), deutscher Fußballtrainer
- Arnold Alois Schwarzenegger (* 1947), österreichisch-US-amerikanischer Bodybuilder, Schauspieler und Politiker
- Alois Senefelder (1771–1834), deutscher Erfinder des Steindrucks
- Alois Stadlober (* 1962), österreichischer Skilangläufer und Sportfunktionär
- Alois Steinhauser (1871–1918), Schweizer Jurist und Politiker
- Alois Švehlík (1939–2025), tschechischer Schauspieler und Synchronsprecher
- Alois Franz „Luis“ Trenker (1892–1990), Südtiroler Bergsteiger, Schauspieler, Regisseur und Schriftsteller
- Alois Vogel (1800–1865), deutscher katholischer Theologe und Hochschullehrer
- Alois Wolfmüller (1864–1948), deutscher Erfinder und Ingenieur
- Alois Wünsche-Mitterecker (1903–1975), Maler und Bildhauer
- Bernd Alois Zimmermann (1918–1970), deutscher Komponist

Varianten:
- Aloisius von Gonzaga (1568–1591), italienischer Jesuit und Heiliger
- Aloisius Stepinac (1898–1960), seliggesprochener kroatischer Kardinal
- Alojs Andritzki (1914–1943), sorbischer Priester und Märtyrer
- Alojz Peterle (* 1948), slowenischer Politiker
- Aloys Felke (1927–1997), deutscher Politiker (CDU)
- Aloys Fischer (1880–1937), deutscher Pädagoge
- Aloys Henhöfer (1789–1862), deutscher Theologe
- Aloys Sprenger (1813–1893), österreichischer Orientalist und Hochschullehrer
- Aloysius Althaus OSB (* 1966), deutscher Abt
- Aloysius „Louis“ van Gaal (* 1951), niederländischer Fußballtrainer
- Aloysius Muench (1889–1962), US-amerikanischer römisch-katholischer Kardinal und Diplomat
- Aloysius Yapp (* 1996), singapurischer Poolbillardspieler

### Familienname
- Gian Francesco Alois († 1564), italienischer Adliger und Schriftsteller

### Fiktive Personen
- Alois (Name des Löwen in Erich Kästners „Die Konferenz der Tiere“)
- Alois Dimpfelmoser (Wachtmeister bei „Der Räuber Hotzenplotz“)
- Alois Hingerl (der Engel Aloisius in der Satire „Der Münchner im Himmel“ von Ludwig Thoma)
- Alois Trancy („Kuroshitsuji“)